# Кто есть кто?
Кто есть кто? — сериал студии Telemundo, снятый в 2015 году. Он был показан в США, Венесуэле, Болгарии, Израиле, Венесуэле. Это комедийная история о двух братьях-близнецах, волей случая поменявшихся местами. В главных ролях снялись Эухенио Силлер, Кимберли дос Рамос, Данна Паола и Лаура Флорес.

## Сюжет
Два брата-близнеца оказались разлучены почти сразу после рождения. Одного брата зовут Педро Перес, но все друзья ласково называют его Перико (исп. Perico — попугайчик) за общительный и веселый характер. Он живёт вместе с мамой Инес, сестрой Ясенией и бабушкой Сарой (матерью отца). Вся семья держит лавку на рынке и торгует пиньятами собственного производства. Перико к тому же поёт в баре как певец-мариачи. Он очень отзывчивый, веселый и не прочь поухаживать за девушками из района. Он нравится соседке Паломе, и это взаимно, но девушка не хочет с ним связываться из-за его ветрености. Палома уже пережила неудачный роман в юности и осталась с сыном Качито на руках.
Второй брат Леонардо оказался в богатой семье Фуэнтемайоров. Он вырос нелюдимым, серьёзным и молчаливым, иногда страдает от панических атак. Леонардо помогает своему отцу, много трудится в фирме и в ближайшее время хочет жениться на Фернанде, девушке, которая работает с ним. Леонардо живёт с отцом Умберто, мачехой Фабиолой и её двумя детьми от первого брака, Игнасио и Констанцей.
На мальчишнике к Леонардо подходит знакомая девушка и спрашивает, почему он поёт в баре, имея за плечами такое положение и столько денег. Леонардо всё отрицает, но решает разобраться в этой истории. Сводный брат Леонардо, Игнасио, приглашает к жениху стриптизершу, и Леонардо уединятся с ней. Он не догадывается, что Игнасио мечтает завладеть бизнесом своего отчима и отстранить Леонардо от дел. К этим махинациям он обманом подключает Фернанду, которая мечтает отомстить семье Фуэнтемайор, потому что считает, что именно они разорили её семью. И подосланная стриптизерша должна соблазнить Леонардо, чтобы на руках у Фернанды после свадьбы оказались доказательства измены. И, кроме этого, Игнасио с помощью танцовщицы решает подмешать Леонардо наркотик в напиток, чтобы тот не понимал происходящего.
На следующий день Леонардо плохо себя чувствует, но решает отправиться в бедный район и понять, почему его спутали с певцом из бара. Но по пути он видит людей Игнасио и понимает, что его преследуют. Перико застает свою маму со своим другом Йонатаном. Он приходит в ярость из-за того, что у матери молодой любовник, и убегает. Леонардо и Перико сталкиваются на рынке, и Леонардо просит о помощи, боясь за свою жизнь. Затем он убегает и попадает под машину. Люди Игнасио увозят Перико, спутав его с Леонардо. А Леонардо попадает в больницу.
Перико пытается убежать из богатого дома, но оказывается на свадьбе, где невестой стала Фернанда. Он полюбил эту девушку и решил остаться в богатом доме, чтобы завоевать её сердце и разобраться, что же угрожало его двойнику.
Леонардо потерял память после столкновения с машиной и действия наркотика и оказался в бедной семье Перес. Он пытается все вспомнить, помочь Инес и Саре, столкнувшимся с нищетой и множеством долгов, и завоевать любовь Паломы, которая считает его неисправимым бабником.
Множество забавных и грустных приключений помогут Перико и Леонардо найти свою любовь и понять, почему их разлучили при рождении.

## Актёры
- Эухенио Силлер — Педро «Перико» Перес Гонсалес/Леонардо Фуэнтемайор
- Данна Паола — Палома Эрнандес
- Кимберли дос Рамос — Фернанда Манрике / Исабелла Фернанда Бланко
- Лаура Флорес — Инес Гонсалес
- Джонатан Ислас — Игнасио Эчанове
- Карлос Эспехель — Басилио Ребольедо
- Габриэль Валенсуэла — Джонатан Гарсиа
- Сандра Дестенаве — Фабиола Карбахаль де Фуэнтемайор
- Фернандо Каррера — Умберто Фуэнтемайор
- Исабелла Кастильо — Таня Сьерра
- Сильвана Ариас — Сокорро Санчес «Коко»
- Армандо Торреа — Сантьяго Бланко
- Ока Хинер — Ясения Перес Гонсалес
- Рубен Моралес — Хостино Эрнандес
- Исабель Морена — Сара Лопес де Перес
- Кенья Ихуэлос — Ивонн
- Адриан ди Монте — Эухенио Эрнандес
- Даниэла Вонг — Констанца Эчанове «Конни»
- Фернандо Паканинс — Мелькиадес
- Николас Маглионе — Сальвадор Эрнандес «Качито»[4][5]